# Bildhauer (Sternbild)

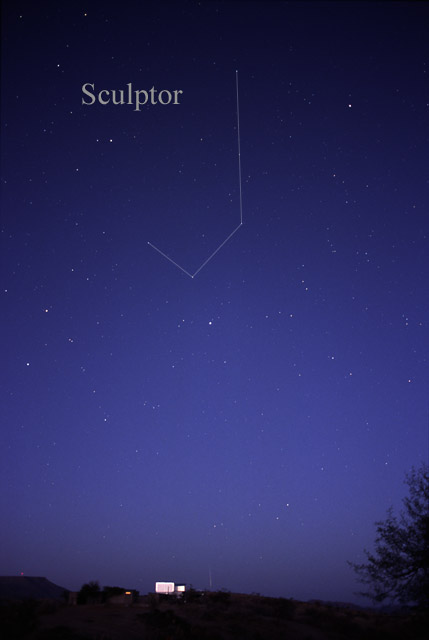
Das Sternbild, wie es mit bloßem Auge gesehen werden kann

Der Bildhauer (lateinisch Sculptor), auch die Bildhauerwerkstatt (lateinisch Apparatus Sculptoris), ist ein Sternbild des Südhimmels.

## Beschreibung
Der Bildhauer ist ein unscheinbares Sternbild östlich des hellen Sterns Fomalhaut im Sternbild Südlicher Fisch. Keiner seiner Sterne ist heller als die 4. Größenklasse. Aufgrund seiner Lage ist dieses Sternbild nur im südlichen Mitteleuropa (Schweiz, Österreich und Süddeutschland) vollständig sichtbar.
Im Bildhauer liegt der galaktische Südpol; durch ihn geht die „Drehachse“ unserer Milchstraße.
Im Sternbild befinden sich einige interessante Galaxien, darunter die Sculptor-Gruppe, eine Galaxiengruppe in etwa 12 Millionen Lichtjahren Entfernung rund um die Starburstgalaxie NGC 253.

## Geschichte
Das Sternbild wurde 1756 vom französischen Astronomen Nicolas Louis de Lacaille unter dem Namen l'Atelier de Sculpteur („Werkstatt des Bildhauers“) eingeführt. Später wurde daraus der Bildhauer. Dargestellt wird er als ein Tisch mit einer Büste wechselnden Aussehens. Zusätzlich dargestellt ist ein Klüpfel und ein Meißel, die auf manchen Karten auch als Apparatus Sculptoris („Werkzeug des Bildhauers“, etwa bei Bode 1801) geführt werden, und ein weiterer Meißel (Caela Sculptoris „(die) Meißel des Bildhauers“, etwa bei Samuel Leigh 1825). Bei Lacaille steht zusätzlich ein Steinblock, auf dem das Werkzeug liegt, der von Bode aber entfernt wird.

## Himmelsobjekte

### Sterne
| B   | F | Namen o. andere Bezeichnungen | Größe (mag) | Lj  | Spektralklasse |
| --- | - | ----------------------------- | ----------- | --- | -------------- |
| α   |   | Alpha Sculptoris              | 4,27        | 780 | B7 IIIp        |
| β   |   |                               | 4,38        | 178 | B9.5 IVpHgMnEu |
| γ   |   |                               | 4,41        | 179 | K1 III         |
| δ   |   |                               | 4,59        | 144 | A0 V           |
| η   |   |                               | 4,86        | 548 | M2 / M3 III    |
| ζ   |   |                               | 5,04        | 510 | B4 V           |
| ι   |   |                               | 5,18        | 311 | G5 III         |
| θ   |   |                               | 5,24        | 71  | F3 / F5 V      |
| π   |   |                               | 5,25        | 217 | K1 II/III      |
| ε   |   |                               | 5,29        | 89  | F2 IV          |
| μ   |   |                               | 5,30        | 291 | K0 III         |
| κ2  |   |                               | 5,41        | 581 | K2 III         |
| κ1  |   |                               | 5,42        | 224 | F3 V           |
| 400 |   | HR 445                        | 5,49        | 265 | K1 / K2III     |
| σ   |   |                               | 5,50        | 227 | A1 / A2 IV     |
| ξ   |   |                               | 5,59        |     |                |
| τ   |   |                               | 5,69        |     |                |
| λ2  |   |                               | 5,90        |     |                |
| λ1  |   |                               | 6,05        |     |                |

### Doppelsterne
| Objekt | Größen (mag) | Abstand |
| ------ | ------------ | ------- |
| ε Scl  | 5,4/8,6      | 4,7"    |
| κ¹ Scl | 6,1/6,2      | 1,7"    |
| τ Scl  | 6,0/7,1      | 2,2"    |

Kappa1 Sculptoris  ist ein Doppelsternsystem in 100 Lichtjahren Entfernung. Die beiden Komponenten gehören der Spektralklasse F2 an. Das System kann in einem kleineren Teleskop in zwei gleich helle und gleichfarbige Sterne aufgelöst werden.
Das System Tau Sculptoris ist 120 Lichtjahre entfernt und besteht aus zwei Sternen der Spektralklassen F1 und F7. Die Sterne können ebenfalls mit einem kleineren Teleskop getrennt werden.

### Veränderliche Sterne
| Objekt | Größe (mag) | Periode | Typ                            |
| ------ | ----------- | ------- | ------------------------------ |
| α      | 4,27        |         | SX-Arietis-Stern               |
| σ      | 5,50        |         | Alpha2-Canum-Venaticorum-Stern |
| R      | 5,72        |         | SRB                            |

Der hellste Stern im Bildhauer, α Sculptoris, ist ein knapp 800 Lichtjahre entfernter, bläulich leuchtender Stern der Spektralklasse B7 III. Er ist ein veränderlicher Stern vom selben Typ wie SX Arietis.

### NGC-Objekte
| NGC  | sonstige | Größe (mag) | Typ              | Name             |
| ---- | -------- | ----------- | ---------------- | ---------------- |
| 55   |          | 8,1         | Galaxie          |                  |
| 134  |          | 10,4        | Galaxie          |                  |
| 253  |          | 7,6         | Galaxie          | Sculptor-Galaxie |
| 288  |          | 8,1         | Kugelsternhaufen |                  |
| 300  |          | 8,1         | Galaxie          |                  |
| 568  |          | 13,58       | Galaxie          |                  |
| 613  |          | 10,1        | Galaxie          |                  |
| 7507 |          | 10,4        | Galaxie          |                  |
| 7793 |          | 8,1         | Galaxie          |                  |

Die Galaxien NGC 55 und NGC 253 im Bildhauer und NGC 247 im Walfisch bilden eine gemeinsame Galaxiengruppe in acht Millionen Lichtjahren Entfernung.
NGC 55 ist eine Galaxie in Kantenlage, d. h. wir sehen sie von der Seite. Bereits im Prismenfernglas erscheint sie als ausgedehnter länglicher Nebelfleck. Im Teleskop werden Strukturen erkennbar.
NGC 253 ist nach dem Andromedanebel die zweithellste Spiralgalaxie am Himmel. Auch diese Galaxie erscheint in Kantenlage und kann bereits mit dem Fernglas beobachtet werden. Im Teleskop ist sie ein sehr interessantes Objekt.
NGC 288 ist ein 30.000 Lichtjahre entfernter Kugelsternhaufen. Um ihn in Einzelsterne aufzulösen, benötigt man ein größeres Teleskop.